# Henri Winkler
Ne doit pas être confondu avec Henry Winkler.
 (mars 2017).
Si vous disposez d'ouvrages ou d'articles de référence ou si vous connaissez des sites web de qualité traitant du thème abordé ici, merci de compléter l'article en donnant les références utiles à sa vérifiabilité et en les liant à la section « Notes et références ».
Henri Winkler est un graveur sur verre d'origine prussienne, né Henrich Augusta Frederich Winkler le 27 janvier 1813 à Holsengiersdorf (Podgorzyn (de), royaume de Prusse) et mort le 13 mars 1900 à Strasbourg (Empire allemand).

## Biographie
Henri Winkler a été graveur à la cristallerie de Saint-Louis en Lorraine de 1846 à 1893 et ses œuvres figurent dans de nombreux musées. Très jeune il se rend en Tchécoslovaquie, y apprend le dessin et la gravure sur cristal et travaille pour les cristalleries de Bohème. Remarqué pour son talent au cours d’un voyage d’étude d’Eugène-Melchior Péligot, ingénieur et professeur à l'École Centrale, il est embauché à la cristallerie de Saint Louis en Lorraine. Il avait trente-deux ans et était « j’ose le dire un artiste connu et renommé en Bohème » comme il l’écrira plus tard.
Il y travaillera de 1846 à 1893, décorant les vases, les coupes, les presse-papiers à la demande : armoiries, portraits, mais aussi scènes de chasse, et thèmes empruntés à l’antiquité comme la mode le voulait. Il dessine à la perfection les chevaux fins et racés, le gibier bondissant. Pour plaire au goût d’exotisme de l’époque il grave aussi des lions et des tigres. Certains félins, ressemblant aux chats sauvages vosgiens, chassent sous les palmiers et... les sapins. Ses œuvres figurent aux expositions universelles de 1855 et 1867 à Paris.